# Бирократија
Бирократија (фран. bureaucratie, од bureau: биро + -cratie: -кратија) форма је друштвене организације у којој се тежи више централизованој контроли и присилном конформизму ригидно прописаним правилима и каналима комуникације. Бирократија је термин којим се означава владавина управе, заправо административног особља које ради по бироима државне управе, али и сваке велике организације. Они нису изабрани на неким изборима, али како дуго раде на истим положајима често имају већу моћ (и знање) од својих претпостављених легално изабраних политичких вођа. Укратко речено бирократија је администрација свих органа државе, од локалног до националног нивоа. Појам се односи на тип организације, коју карактеришу њени службеници који раде под јединственим правилима и процедурама, са јасном хијерархијском структуром заповедања. Сви облици власти неке државе оснивају властиту бирократију која управља њеним министарствима, агенцијама, канцеларијама, комисијама и одељењима. Термин се такође може односити на управљање подузећима или установама, које врши одређени број службеника. Јер корпорације, банке, болнице, цркве па чак и добротворне установе, морају имати неки облик управљања у ком су плаћени директори и њихово особље.
Концепцију бирократије је развио Макс Вебер. Према Веберу, за велике организације са рационалним циљевима и јасном поделом рада тзв. „бирократија“ представља идеалан организациони модел. У литератури је одговарајући модел управљања „бирократијом“ познат као „модел војне организације“ или „модел командовања и контроле“. Главне позитивне карактеристике бирократије су ефикасност и предвидивост, док су главни недостаци неиновативност и нефлексибилност, па је као таква, примерена је само у стабилним условима пословања.
Бирократија негира социјални аспект сваке организације претпостављајући да се у основи понашања људи налазе економски мотиви. Данас се речи бирократија и бирократ све чешће употребљавају у погрдном смислу за неефикасну јавну управу и лошег, спорог и немотивисаног чиновника.
Претерана бирократизација друштва ставља правила изнад човека и углавном се односи према њему као према објекту.

## Етимологија
Термин бирократија сковао је средином 18. века француски филозоф Винсент де Гурне као синтагму од речи bureau = биро, писаћи сто + cratie = владати, од старогрчке речи krátos κρατός. Термин бирократија се почео ширити из Француске од 1818. по остатку света.

## Карактеристике
Бирократијом и њезином појавом, се највише бавио немачки социолог Макс Вебер (1864 -1920), који је описао идеалне карактеристике бирокрације и понудио објашњење за историјску појаву бирократских институција. Оне су било нужно зло, али ипак пуно напреднија форма управљања од дотадашњих.
По Веберу бирократија је технички најдотеранија форма организације, због своје специјализоване стручности, сигурности, континуитета и јединства. Бирократија се као пожељни облик организације, појавила с растом новчане привреде (што је ултиматно резултирало развојем капитализма). Њој је за њено пословање (новчане трансакције) требала безлична, правно поткована и рационална управа. Убрзо након тог су настале и бројне корпорације (деоничарска друштва) чија је бирократска организација била опремљена да обрађује различите захтеве капиталистичке производње ефикасније од малих произвођача. По Веберу основне карактеристике бирократије су следеће.

### Правна надлежност и прецизна подела рада
Правна надлежност је кључни елемент бирократске организације, која је састављена од појединачних одељења с јасно дефинираним одговорностима. У основи тог концепта је специјализација сваког појединог одељења и појединца у њему, свако је задужен за одређени део посла, за који је специјализован и обучен, и за који је одговоран организацијској хијерархији. Таква подела рада омогућује оделима и њиховим службеницима да овладају својим послом до детаља и да задатке обављају рутински. Иако је таква подела рада врло ефикасна, она може довести до бројних патолошких појава, јер се често проблеми који нису у делокругу рада неког од бироа или појединог службеника у њему - одбијају решити већ се пребацују из одељења у одељење. При томе свако одељење штити свој интерес, и одбија прихватити одговорност за настале штете - правдајући се да то није у делокругу њихове надлежности.

### Хијерархија ауторитета (командовање и контрола)
Бирократија има јасну линију заповедања и контроле. Бирократска организација формирана је строго хијерархијски, са пирамидалном структуром одговорности, која иде од врха према дну. Ауторитет је лепак који држи на окупу разноликост и спречава оделе у недозвољеним радњама. Та карактеристика бирократске организације има највише критичара, врло је раширена предоџба да хијерархијска организација убија сваку креативност и потенцира улизничко понашање према надређенима, који раде на темељу претпоставки што њихов надређени од њих очекује.

### Континуитет
Континуитет је још један кључни елемент бирократске организације. Рационална правно утемељена управа захтева јединствена правила и процедуре са писаним правилима и службеним понашањем. Бирократска упорност да све архивира (све своје прошле радње) даје и самој организацији меморију, те она може да следи све своје преседане и стандардне оперативне поступке. Способност да користи стандардне оперативне поступке приликом сваког новог предмета свог рада, чини бирократску организацију ефикасном и економичном. То омогућује и самој организацији континуитет, а тиме и независност од било каквог конкретног водства. У целини, континуитет је од виталног значаја за организацијску способност бирократије, јер она тим чува свој идентитет, па чак и своју културу. Без архиве, било би немогуће одржавати поступке утемељене на законитости. Ипак континуитет такође има и своју негативну страну, јер се организација може понашати предвидљиво и конзервативно или што је још горе само рефлексно. Континуитет такође може довести бирократију да понавља поступке и радње које могу бити неправилне и лоше, па временом могу кумулирати до усијања.

### Професионализам
Професионализација управе, један од основних елемената бирократије, те се од њених службеника захтева пуно радно време посвећено искључиво својим управљачким одговорностима. Државна служба у владиним телима - често се сматра трајном владом - која стварно влада, за разлику од пролазних политичара који служе само за ограничено време, на задовољство бирачког тела у демократским политичким системима.
По предузећима и другим невладиним бирократским организацијама, ради професионални кадар менаџера. Професионализација повећава стручност и континуитет таквих организација. Чак и кад су организације привремено обезглављене или их задеси превирање у руководству, професионални кадар помаже у одржавању организацијске равнотеже. Врлине професионализације су јасне, без професионалног кадра, организација ће патити од кризе изазване некомпетенцијом. Професионализација тиме доприноси врхунској техничкој стручности, за коју је Вебер тврдио да је управо она - заштитни знак бирократске организације.
Упркос врлина, професионализација такође носи потенцијалне ризике. Често професионални кадар руководећих стручњака сам постаје тајни извор моћи, јер има врхунска знања у односу на оне који су његови номинални али само привремени надређени. На темељу већег организацијског искуства, познавања детаља и познавања материје, професионални бирократи могу остварити снажан утицај на одлуке својих надређених руководилаца (изабраних политичара), и практично манипулисати њима по властитој вољи. Постојање снажних бирократа поставља питања поверења и одговорности, нарочито у демократским системима, где су бирократе номинално само слуге (агенти) својих вођа, али њихово супериорно познавање материје до у детаље, ставља их у позицију незамењивости. Осим тога, иако стални кадар функционера доноси стручност и познавање материје до детаља и тако олакшава доношење одлука, он такође продубљује урођени конзервативизам бирократије. Стални бирократски кадар је обично скептичан према новинама, јер је бит бирократске организације, да некадашње новине претвара у свакодневну рутину. Професионални бирократи, били они у јавном или приватном сектору, такође имају тенденцију да фаворизирају организацијски статус кво, јер су њихова улагања (нпр. школовање и статус) везани уз то. Дакле што је кадар професионалнији, то се више опире вањским утицајима.

### Правила
Правила су крвоток бирократске организације, пружајући јој рационални и континуирани темељ за њене поступке и операције. Архива организације даје јој увид у прикупљена правила. Бирократске одлуке и пре свега - поступци су утемељени на кодифицираним правилима и преседанима. Иако већина људи не воли правила, јер их спутавају, постојање правила је карактеристика правно-рационалних ауторитета, дајући им позицију у јавности - да њихове одлуке нису произвољне, да стандардизиране поступке није лако заобићи, те да се правила морају поштовати. Правила су срж бирократије, али су такође проклетство лидера који желе направити нагле промене.
Правила онемогућују произвољно понашање, али она такође могу бити страховита кочница за решавање проблема. Гомилање правила понекад доводи до бујања недоследности, па процедуре потребне за измену било којег елемента статуса кво - може постати изузетно тежак задатак, због слепог робовања правилима, што је карактеристика бирократије. Због тог се и мисли да строго придржавање правила ограничава способност бирократије да се прилагоди новим околностима. Насупрот томе - тржиште, може радити с врло мало правила, али се брзо прилагођава новонасталим ситуацијама. Ипак већина великих пословних организација су организоване по бирократском моделу, јер хијерархија и подела одговорности смањују трошкове доношења одлука.

### Имперсоналност и објективност
Бирократе се према странкама односе као према објектима, а не као према особама, јер су осећаји искључени из службеног деловања и не смеју утицати на одлуке.
Карл Маркс се бавио проучавањем бирократије, по њему она не припада класи капиталиста - јер нема средства за производњу, а није ни пролетеријат, већ је само посредник између једних и других. Али је својим положајем привилеговани слој, који у име виших друштвених интереса, користи ауторитет државе да у тајности оствари своје циљеве. Тако да је имагинарна држава у држави.

## Историја настанка

### Бирократија и држава
Све форме владања захтевају административни апарат - управу, али је само у последњих неколико векова - бирократски облик постао релативно чест. Иако је сам Вебер уочио неке облике бирократске управе у Древном Египту, у каснијим фазама Римског царства, у римокатоличкој цркви, на двору Царске Кине, ипак је бирократија свој успон доживела рађањем модерних националних држава, кад је бирократизована управа, и уведено стално чиновништво. Отада се изградња државе идентификовала с повећањем стручности њеног бирократског апарата и статусом својих сталних функционера.
Развој бирократије је пратио способност државе да прошири досег своје власти и уједини своје територије под јединственим суверенитетом. Успостављање редовног управног кадра био јасан знак власти за управно јединство и знак њене способности да спроведе своја решење. Оно што је наизглед парадоксално бирократизација државе, обично даје основу за њену даљњу демократизацију јер елиминише феудалне, плутократске и имовинске основе администрације. У неким државама она је израсла из тежње да се сломи моћ и утицај провинцијске аристократије, и повећа утицај краља и двора и тако уједини државу. Пример за то је Француска за време владавине Луја XIV (1643 -1715). Она је изградила снажну професионалну државну администрацију одговорну за јавне радове, вођење прихода, и подршку амбицијама двора. 
Јапан је за време Меиђи рестаурације (1868 - 1912), изградио је снажну бирократију, која је централизирала државу и ослабила аристократију. С друге стране у Великој Британији је моћна аристократија и даље држала положаје у државној управи на аматерској основи све до краја 19. века, кад се професионализовао рад у државној управи. У Сједињеним Америчким Државама професионални државни апарат није постојао на федералном нивоу, све до 1883, а по многим савезним државама се појавио тек пуно касније. Па и данас је модерна бирократија на федералном нивоу, чудна мешавина компликованог система политичке власти.

### Реформе бирократије
Одавно већина влада, настоји да реформише своју бирократију, нарочито након евидентних неуспеха (након неспособности да реше кризе или да ефикасно делују у рату) али и као насушну потребу да створе универзални систем који би могао управљати, мировинским осигурањем, здравством или образовањем, а све то захтева ефикасније организације. Негде до краја 20. века, административне реформе спроведене у бројним државама света, ојачале су позиције меритократије и бирократије како би се заштитиле против злоћудних утицаја корупције, недостатка одговорности и покровитељства. Од 1980-их постоје и реформски напори по земљама развијеног Запада, који теже за децентрализацијом и већим утицајем тржишта при доношењу одлука. У складу с тим реформише се и државни бирократски апарат, уводе се менаџери на уговор, у замену за државне службенике с пуним радним временом, све у циљу веће флексибилности и прилагодљивости на нове изазове.
С друге стране бирократија у земљама у развоју, далеко је од Веберовог идеала, нити има ниво стручности који је по Веберу главна карактеристика бирократије. Разлози су бројни, а један од најчешћих је да владе тих земаља немају довољно средстава да их плате, па су они склони корупцији, а као најмање зло им је да избегавају свој посао, и баве се другим уноснијим стварима. Непостојање снажног професионалног кадра бирократа, истовремено генерише појаву да се у државну службу прима политичке присташе и тако плаћа њихова верност, али и истовремено кажњава опозицију.
Многи од проблема у земљама у развоју, преливају се и на развијеније земље, иако не тако пуно.
Реформе бирократије у земљама у развоју, имају за циљ да је усмере у смеру веберовских идеала, као апарат који се држи стандарда, редовних процедура и има одговорност. Насупрот томе, богатије земље стављају нагласак, на смањењу административних формализама, броја правила и повећање дискреције и ефикасности.
Бирократије су набујале у свим земљама света након Другог светског рата - тако да у неким земљама чак преко 70% свих запослених ради у бирократији. Та појава озбиљно ремети економије тих земаља, па испада да слабашно тело њихових економија није у стању да храни властиту главу - која је постала претешка.

## Паркинсонова критика бирократије
Оштри критичар бујања бирократије био је британски историчар и писац Ц. Н. Паркинсон који је иронично коментирао јачање бирократије речима; Опсег посла повећава се како би се испунило време потребно за његово обављање.
Дакле број службеника и опсег посла нису у никаквој вези, већ по Паркинсону бирократија јача, јер сваки бирократ жели да има што више подређених, а они опет своје подређене, те тако бирократија сама себи ствара посао, јер координација њиховог рада захтева нове чиновнике.